# SBS Biz
SBS Biz 為大韓民國24小時財經新聞頻道，属于SBS。

## 頻道歷史
2009年8月13日，SBS接管了CJ Media（70％）及IB體育（30％）所持有的體育電視頻道 Xports。 經過與CNBC的合作協議，Xports被停播，取而代之的是SBS-CNBC，並於2009年12月28日開播。頻道目前大部分節目正在以高清晰度製播。
2021年1月1日，與CNBC合作終止，原頻道更名為SBS Biz。

## 節目
播出的節目，播出時間基於 韩国标准时：
- Good Morning Economy Wide《굿모닝 경제와이드》 0500-0800
- Opening Bell《오프닝 벨》（韓國版）0800-1000
- Mad money（韓國版）0950-1000,1550-1600
- Market Express 1000-1400
- Closing Bell（韓國版）1400-1600
- Money Q《머니Q》 1600-1700
- Market Movers《김영익의 MARKET MOVERS》 （星期一1700-1800播出）
- Real Estate Pocus《부동산 포커스》（星期二1700-1800播出）
- Reading of Happy Book in TV《TV 행복한 책읽기》 （星期三1700-1800播出）
- Success Secret《소상공인 성공비법》（星期四1700-1800播出）
- Economy Tok Tok《최진기의 경제톡톡》（星期五1700-1800播出）
- Good Evening Economy Wide《굿이브닝 경제와이드》 1800-2000
- SBS CNBC Life Economy《SBS CNBC 생활경제》 2000-2100
- Mad money Special 2100-2300

## 外部連結
- 官方网站